# Misima

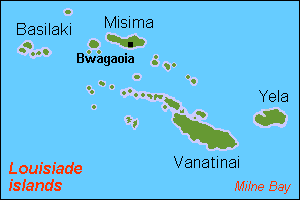
Översiktskarta.

Misima (tidigare Saint Aignan) är huvudön i Louisiadeöarna som tillhör Papua Nya Guinea i västra Stilla havet.

## Geografi
Misima utgör en del av Milne Bay-provinsen och ligger cirka 200 km sydöst om Nya Guinea sydöst om D'Entrecasteaux-öarna och Trobriandöarna. Dess geografiska koordinater är 10°40′ S och 152°45′ Ö.
Ön är av vulkaniskt ursprung och har en area om ca 260 km² med en längd på ca 40 km och en bredd på mellan 10 och 11 km. Den högsta höjden Mount Koia Tau är på cirka 1.050 m ö.h.
Befolkningen uppgår till cirka 5 000 invånare. Största delen bor i huvudorten Bawagoia som ligger på öns sydöstra del. Här finns förutom den lokala förvaltningen och marknaden även en skola och ett litet sjukhus.
Öns flygplats heter också Misima (flygplatskod "MIS").

## Historia
Louisiadeöarna beboddes troligen av polynesier sedan ca 1500 f Kr. De upptäcktes troligen redan 1606 av spanske kapten Luis Váez de Torres och utforskades 1768 av Louis Antoine de Bougainville som namngav dem efter dåvarande franske kungen Louis XV.
1942 utspelades ett större slag (Slaget om Korallhavet) nära öarna under USA:s framryckning mot Japan.
1990 startades en guld- och silvergruva på Misima som dock stängdes 2004.